# Deon Stewardson
Deon Stewardson (1951. október 11. – 2017. október 27.) dél-afrikai színész.

## Élete
Apja Joe Stewardson szintén színész volt. 2017. október 27-én Graaff-Reinet-i szállásán holtan találták. A rendőrség megerősítette, hogy öngyilkosság történt.

## Filmjei
- Kill and Kill Again (1981)
- Rhino (1988)
- Lethal Woman (1988)
- Flashback (1988)
- City Wolf (1988)
- Captive Rage (1988)
- Merchants of War (1989)
- Mark of the Jackal (1989)
- Enemy Unseen (1989)
- Desperado: The Outlaw Wars (1989, tv-film)
- Death Force (1989)
- Easy Kill (1989)
- Warriors from Hell (1990)
- Véres leszámolás (The Final Alliance) (1990)
- Return to Justice (1990)
- Amerikai nindzsa 4: Az új küldetés (American Ninja 4: The Annihilation) (1990)
- Voice in the Dark (1990)
- Impact (1990)
- American Kickboxer (1991)
- Committed (1991)
- Friends (1993)
- Trópusi hőség (Sweating Bullets) (1993, tv-sorozat, egy epizódban)
- Cyborg zsaru 3. (Cyborg Cop III) (1995)
- Rhodes (1996, tv-film)
- Tarzan: The Epic Adventures (1997, tv-sorozat, egy epizódban)
- Halálkereskedők (Merchant of Death) (1997)
- Az oroszlánok földjén (The Place of Lions) (1997, tv-film)
- Heel Against the Head (1999)
- The Foster Gang (2001, tv-dokumentumfilm)
- Malunde (2001)
- Coup! (2006, tv-film)
- A vadon bűvöletében (Wild at Heart) (2006 – 2013, tv-sorozat, 66 epizódban)